# Supercoppa di Bulgaria 2015
La Supercoppa di Bulgaria 2015 è stata la 13ª edizione di tale competizione. Si è disputata il 12 agosto 2015 a Burgas. La sfida ha visto contrapposte il Cerno More Varna, vincitore della coppa nazionale e il Ludogorec vincitore del campionato.
Per la prima volta nella propria storia, il Cerno More Varna si è aggiudicato il trofeo.

## Tabellino
| Arbitro: | Stanislav Todorov |

|  |           |              |
|  | Marcatori | 15’ Bourabia |

## Squadra vincitrice
| Vincitore della Supercoppa di Bulgaria 2015 |
| ------------------------------------------- |
| Cerno More Varna 1º titolo                  |